# 联合国安全理事会第7号决议
《联合国安理会7号决议》是1946年6月26日在联合国安全理事会第49次会议上通过的。这个决议是关注西班牙问题的，该决议的草案进行了分段表决，未进行全文表决。
决议继续谴责西班牙的弗朗西斯科·佛朗哥政权，决定继续关注西班牙局势。

## 相关决议
- 联合国安理会4号决议